# Scyphozoa
Pour les articles homonymes, voir Méduse (animal).
Classe
Ordres de rang inférieur
- ordre Coronatae
- ordre Rhizostomeae
- ordre Semaeostomeae

Les Scyphozoaires (Scyphozoa) sont une classe d'animaux cnidaires. Ils sont généralement appelés méduses, bien que ce terme désigne aussi un stade particulier dans la vie reproductive des cnidaires. Les méduses sont des organismes transparents et gélatineux qui peuvent renfermer jusqu'à 95 % d'eau.
La majorité des scyphozoaires passent par les deux stades polype et méduse, avec prédominance du stade méduse.

## Description et caractéristiques

Anatomie d'une méduse : 1 Ectoderme ; 2 Mésoglée ; 3 Endoderme; 4 Estomac ; 5 Canal radial ; 6 Canal circulaire ; 7 Tentacule ; 8 Voile ; 9 Anneau nerveux externe ; 10 Anneau nerveux interne ; 11 Gonades ; 12 Manubrium ; 13 Bouche 14 Surface aborale ; 15 Surface orale.

Une méduse scyphozoaire est généralement composée d'une ombrelle (qui comprend une sous-ombrelle et une ex-ombrelle), de filaments tombant des bords de celle-ci, et d'un axe vertical (« manubrium »), sorte de trompe pendant sous la cavité sous-ombrellaire et à l'extrémité duquel se trouve la cavité buccale parfois bordée d'appendices (appelés bras buccaux ou bras oraux) recueillant du plancton ou attrapant du necton.
La plus grande méduse connue est Cyanea capillata : son ombrelle a un diamètre de 50 cm à 2,50 m qui héberge souvent de jeunes poissons à l'abri de ses 800 fins tentacules pouvant mesurer 40 m de long.
Le poids de leur corps est composé de 95 à 98 % d'eau et de 2 à 5 % de matières sèches (essentiellement des protéines) - contre 63 % d'eau pour le corps humain. Cette composition varie en fonction de la salinité du milieu : ainsi Aurelia aurita contient de 95,3 à 95,8 % d'eau en Méditerranée, 97,9 % dans la mer du Nord et 98,2 % en mer Baltique. Le corps mou des méduses est constitué par une substance gélatineuse, la mésoglée, qui contient, outre ses 98 % d'eau, du collagène (similaire au collagène humain), des cellules totipotentes indifférenciées qui se transforment pour reconstituer un tissu lésé.
Le système gastro-vasculaire situé dans l'épaisseur de la mésoglée est le seul véritable organe de la méduse. Les proies plus volumineuses (copépodes, poissons et leurs larves) sont piégées par les tentacules rétractiles qui acheminent cette nourriture (notion de « feeding reaction ») vers la cavité buccale. La digestion (de quelques minutes pour du microphytoplancton à quelques heures pour du macrozooplancton) se produit dans la cavité gastro-vasculaire envahie de filaments gastriques. Les produits de la digestion sont distribués à l'ensemble de l'organisme par de nombreux canaux radiaires puis par le canal circulaire. Les produits d'excrétion empruntent le trajet inverse et sont éliminés par cavité buccale sous forme de sortes de pelotes de mucus.
Les méduses ont une ébauche de cerveau avec des cellules nerveuses en lien avec des organes des sens. Elles possèdent des statocystes, récepteurs sensibles à l'équilibre pour s'orienter dans l'eau. Leur larve appelée planula porte des cellules ciliées photoréceptrices, ce qui leur permet de se diriger par phototaxie tandis que l'adulte possède au bord des ombrelles des structures spécialisées, ocelles, yeux camérulaires au sein des rhopalies.
Leur masse gélatineuse a une densité d’eau voisine de celle de l’eau de mer, ce qui explique que la majorité des méduses se maintiennent en équilibre dans la couche d'eau superficielle de la zone littorale, bien que certaines se rencontrent à plus de 1 500 m de profondeur (telle Tiburonia granrojo, espèce abyssale découverte en 1993 en Californie), ou que d'autres soient benthiques comme les espèces du genre Cassiopea.

## Reproduction et cycle de vie

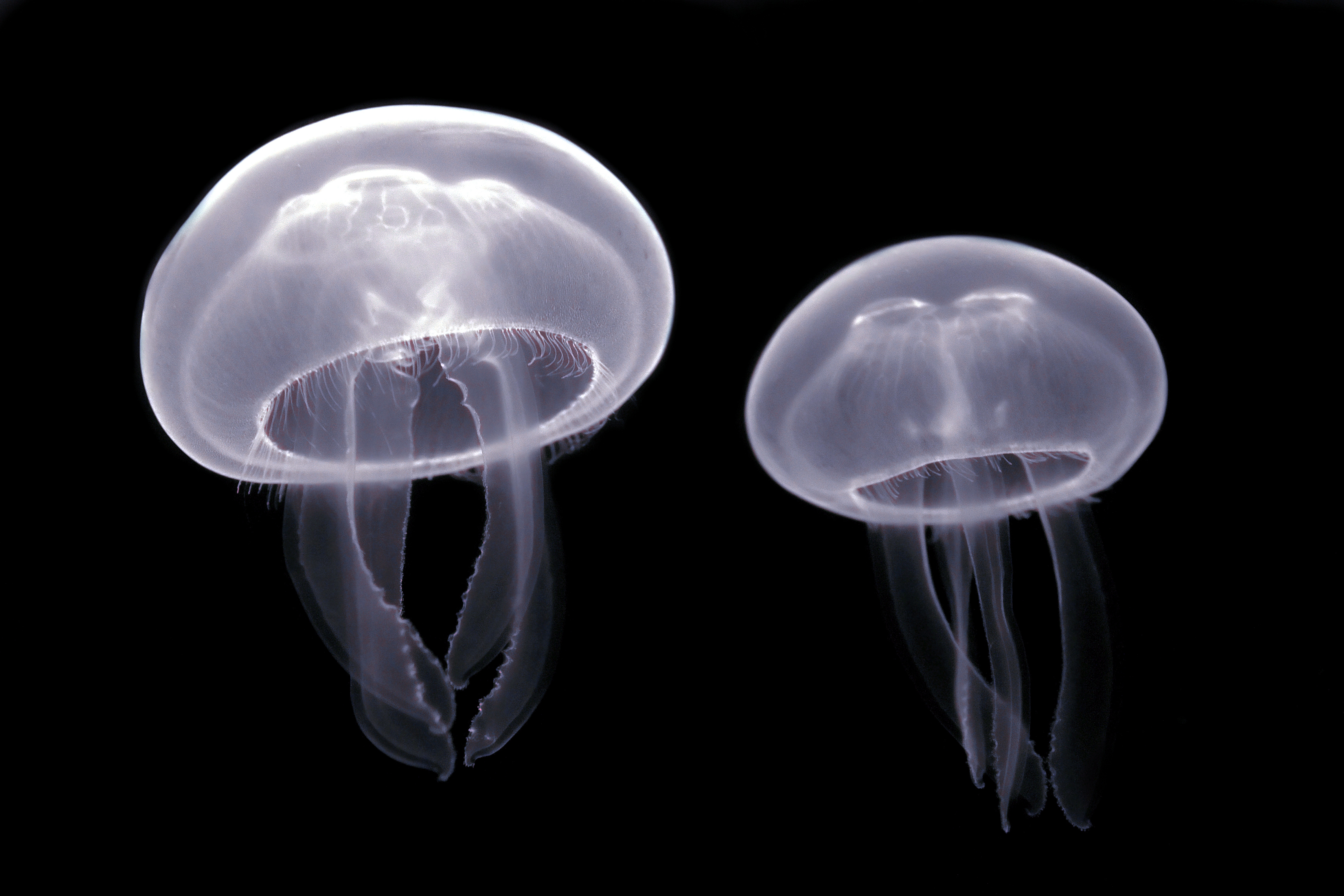
Aurélie (Aurelia aurita)

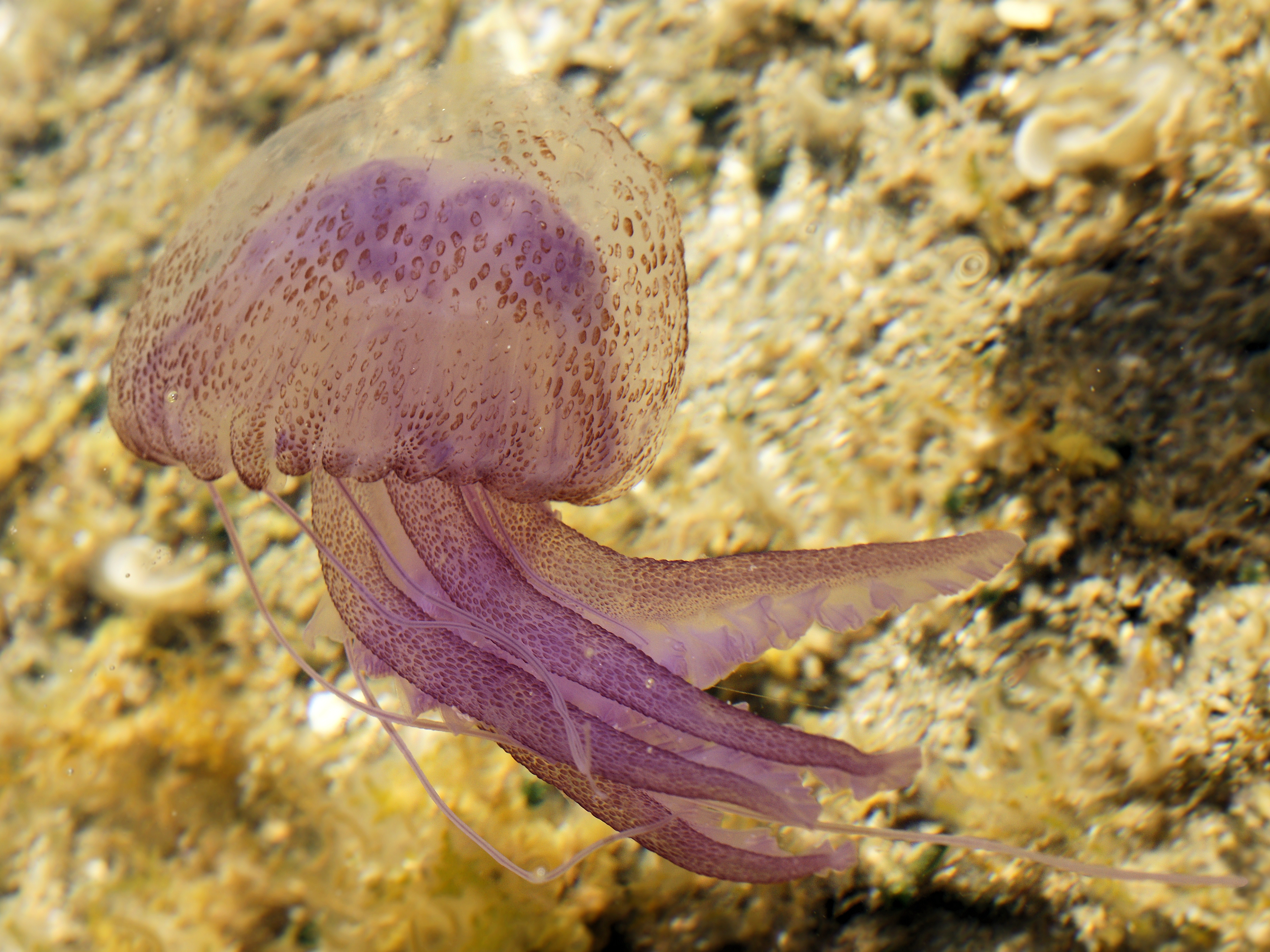
Méduse violette de Méditerranée (Pelagia noctiluca)

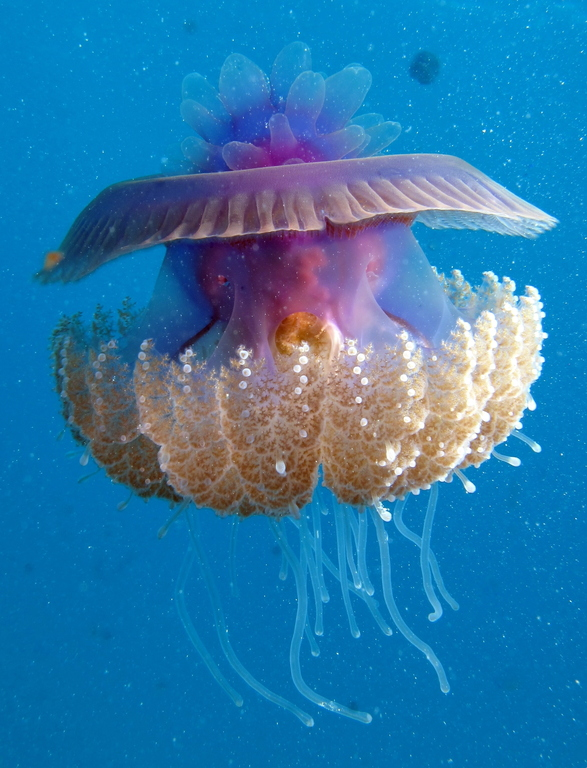
Cephea cephea

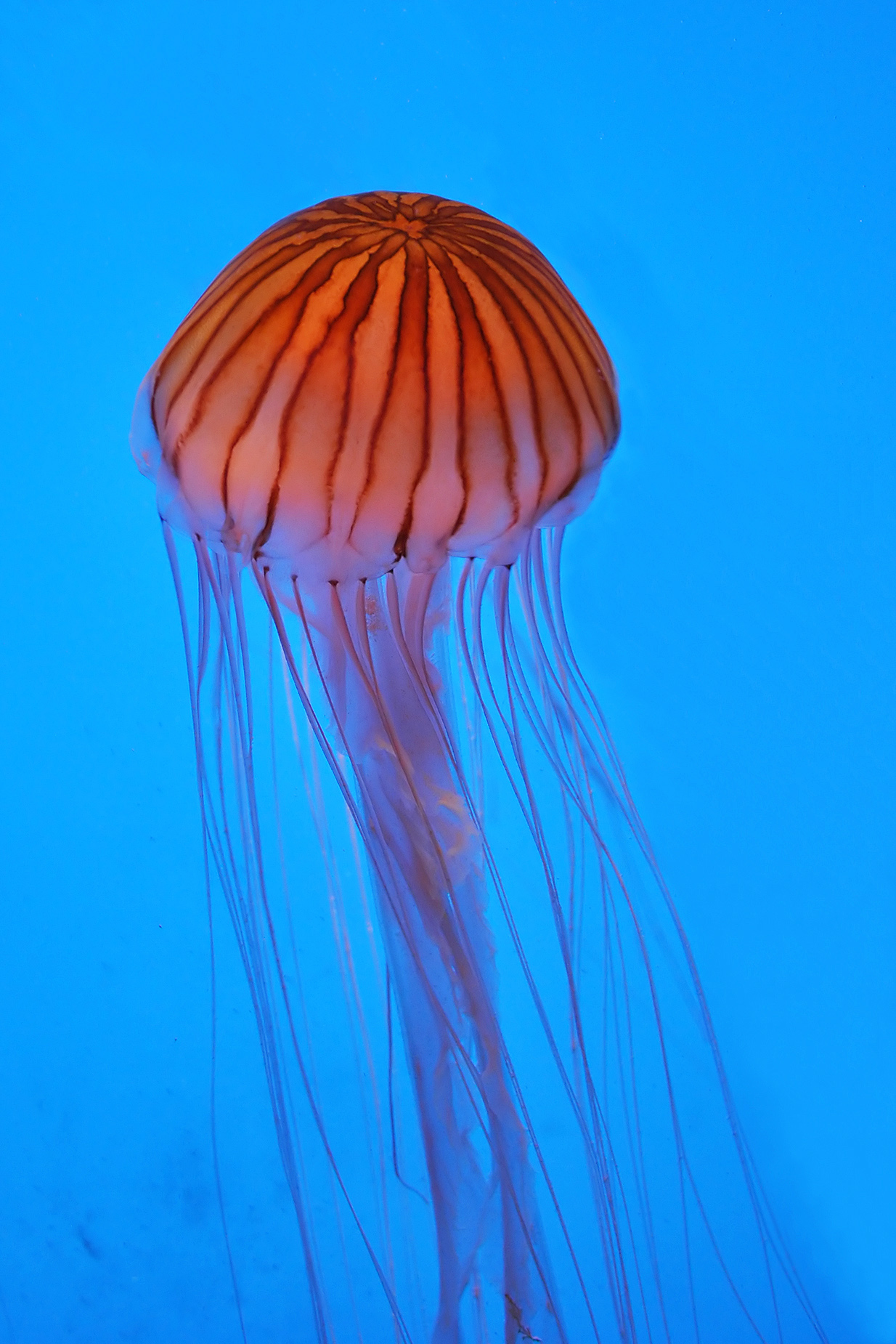
Chrysaora melanaster

Les gonades des Scyphozoaires sont d'origine endodermique.
La plupart des méduses passent par deux formes différentes durant leur cycle de vie :
- la première est planctonique, la forme méduse libre,
- la seconde est benthique, la forme polype qui est fixée.

Le stade fixé est représenté par un polype appelé scyphistome, le plus souvent solitaire. Ce dernier produit de jeunes méduses (éphyrules) par strobilation : l'animal bourgeonne en se débitant par tranche à la partie supérieure du corps. Le scyphistome n'est pas sexué, mais une sorte de larve persistant, tandis que la scyphoméduse grandit en se modifiant pour permettre la reproduction.

Anatomie d'une méduse scyphozoaire.
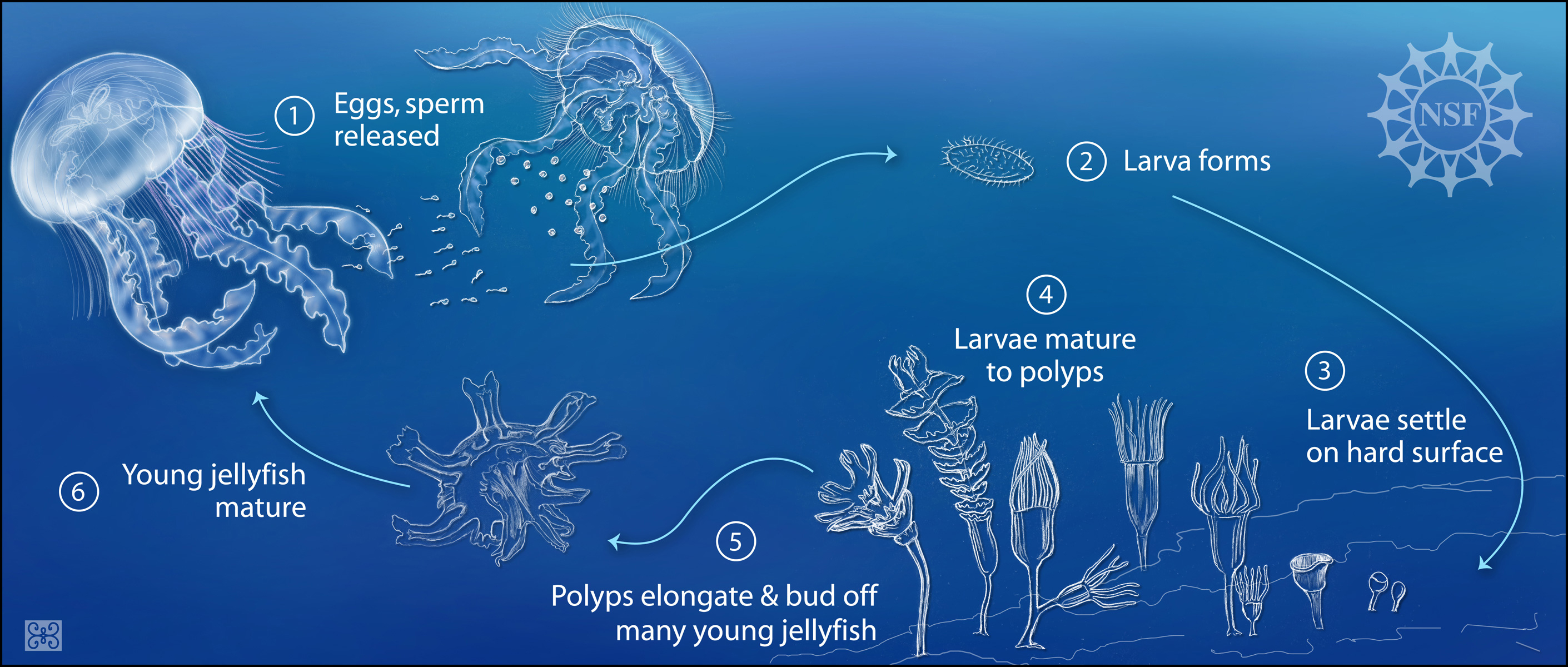
Schéma du passage de l'état polype à l'état méduse.
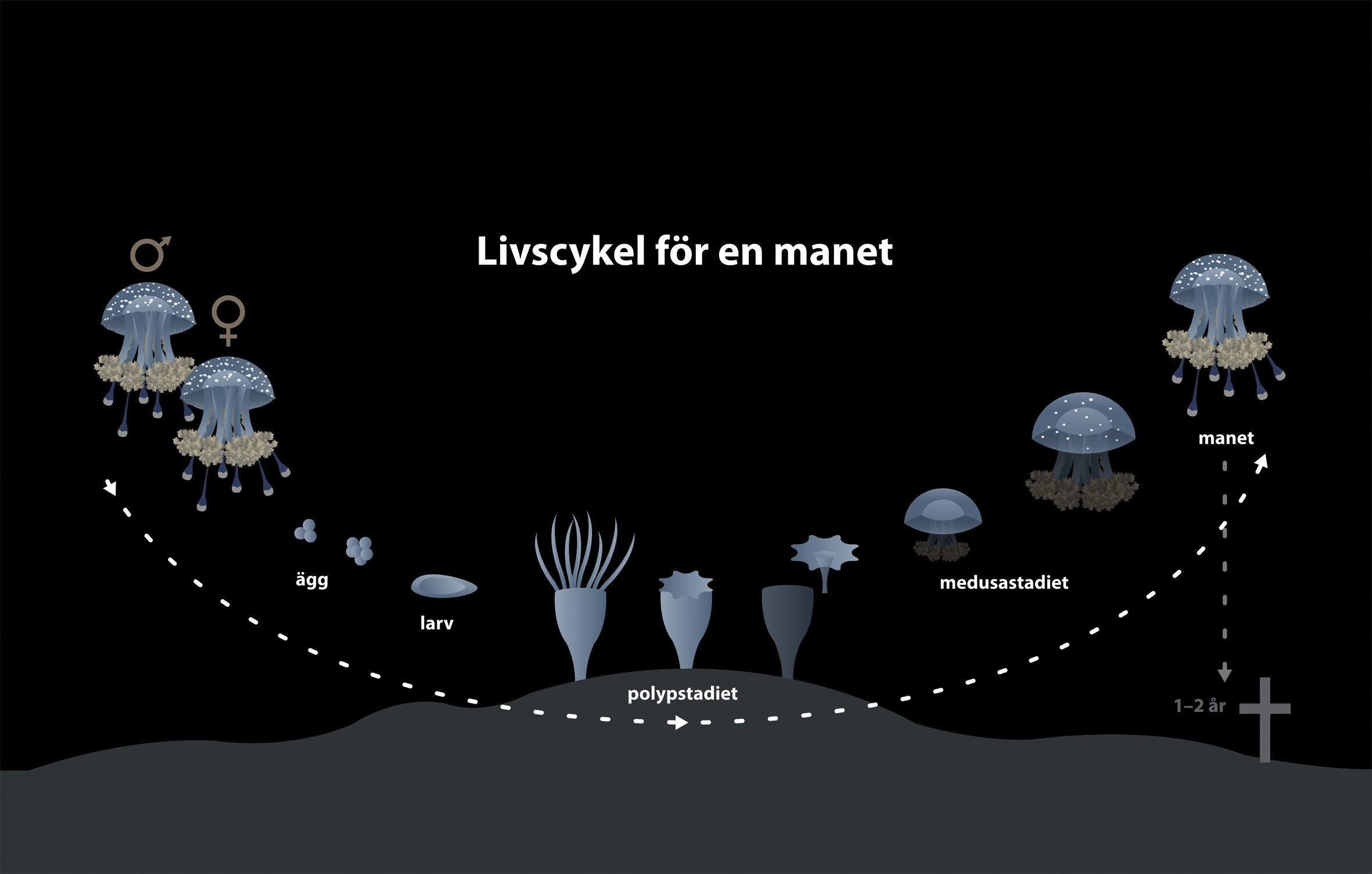
Autre schéma du cycle de vie des méduses
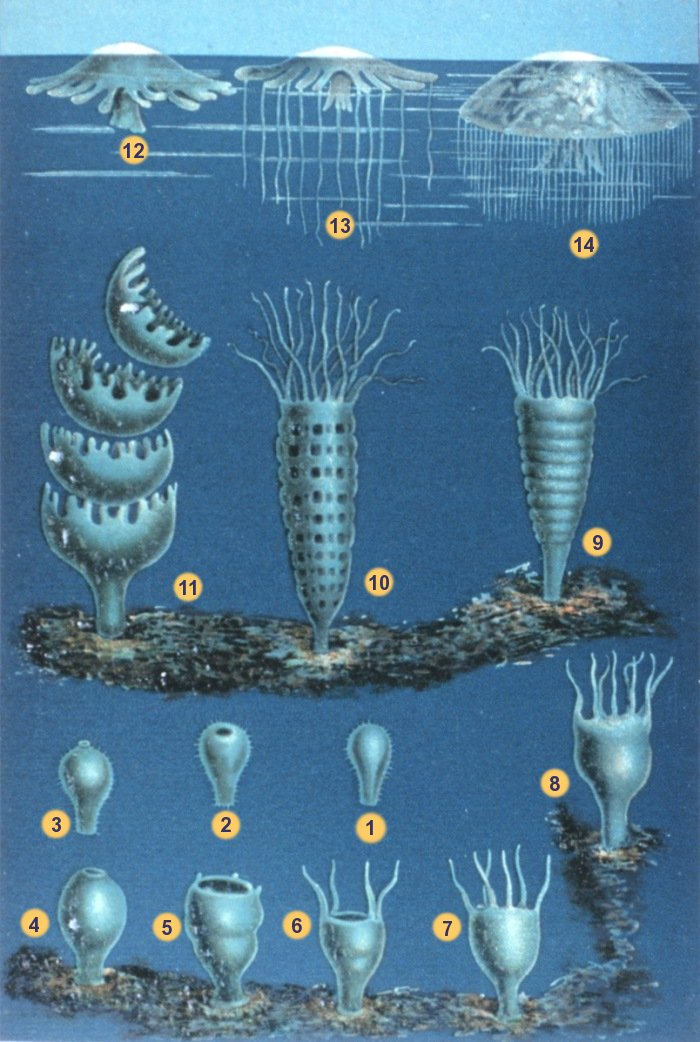

## Origine
Ce groupe daterait de l'Édiacarien (il y a 635–541 millions d'années), et demeure très répandu et abondant de nos jours, représenté par plusieurs espèces particulièrement communes. Cependant, son origine et son évolution sont difficiles à comprendre, car les méduses ne comportant pas de parties dures, leur fossilisation est extrêmement rare.

## Classification
Le World Register of Marine Species recense environ 182 espèces de méduses à travers le monde, réparties en trois ordres, divisés en une vingtaine de familles.
| Selon World Register of Marine Species (13 janvier 2015) : - ordre Coronatae (49 espèces) - famille Atollidae Bigelow, 1913 — 1 genre - famille Atorellidae — 2 genres - famille Linuchidae — 2 genres - famille Nausithoidae (Claus, 1883) — 3 genres - famille Paraphyllinidae — 1 genre - famille Periphyllidae — 4 genres - sous-classe Discomedusae - ordre Rhizostomeae (79 espèces) - sous-ordre Daktyliophorae - famille Catostylidae Gegenbaur, 1857 — 7 genres - famille Lobonematidae Stiasny, 1921 — 2 genres - famille Lychnorhizidae Haeckel, 1880 — 3 genres - famille Rhizostomatidae Cuvier, 1799 — 4 genres - famille Stomolophidae Haeckel, 1880 — 1 genre - sous-ordre Kolpophorae - famille Cassiopeidae Agassiz, 1862 — 1 genre - famille Cepheidae Agassiz, 1862 — 5 genres - famille Mastigiidae Stiasny, 1921 — 5 genres - famille Thysanostomatidae Gegenbaur, 1857 — 1 genre - famille Versurigidae Gegenbaur, 1857 (taxon vidé) - ordre Semaeostomeae (54 espèces) - famille Cyaneidae L. Agassiz, 1862 — 3 genres - famille Pelagiidae Gegenbaur, 1856 - 4 genres - famille Ulmaridae Haeckel, 1880 — 14 genres | Selon ITIS (13 janvier 2015) : - ordre Coronatae - famille Atollidae - famille Atorellidae - famille Collaspididae Haeckel, 1880 - famille Linuchidae - famille Nausithoidae - famille Paraphyllinidae - famille Periphyllidae - sous-classe Discomedusae - ordre Rhizostomeae - famille Archirhizidae Haeckel, 1880 - famille Cassiopeidae - famille Mastigiidae - famille Rhizostomatidae Claus, 1883 - sous-ordre Daktyliophorae - famille Catostylidae - famille Lobonematidae - famille Lychnorhizidae - famille Stomolophidae - sous-ordre Kolpophorae - famille Cepheidae - famille Thysanostomatidae - famille Versurigidae - ordre Semaeostomeae - famille Cyaneidae L. Agassiz, 1862 - famille Halicyathidae - famille Pelagiidae Gegenbaur, 1856 - famille Ulmaridae Haeckel, 1880 |

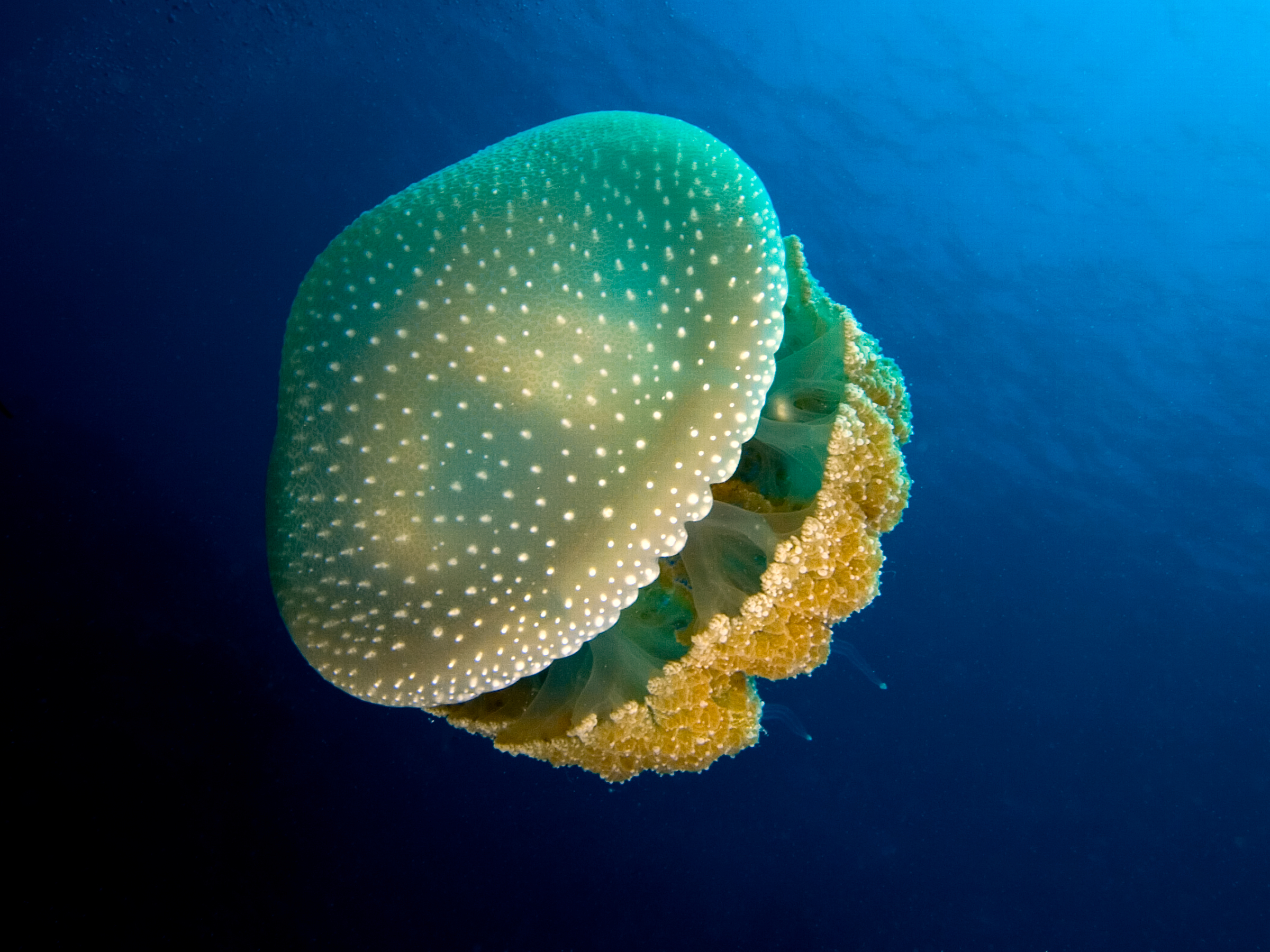
Phyllorhiza punctata, une Rhizostomeae
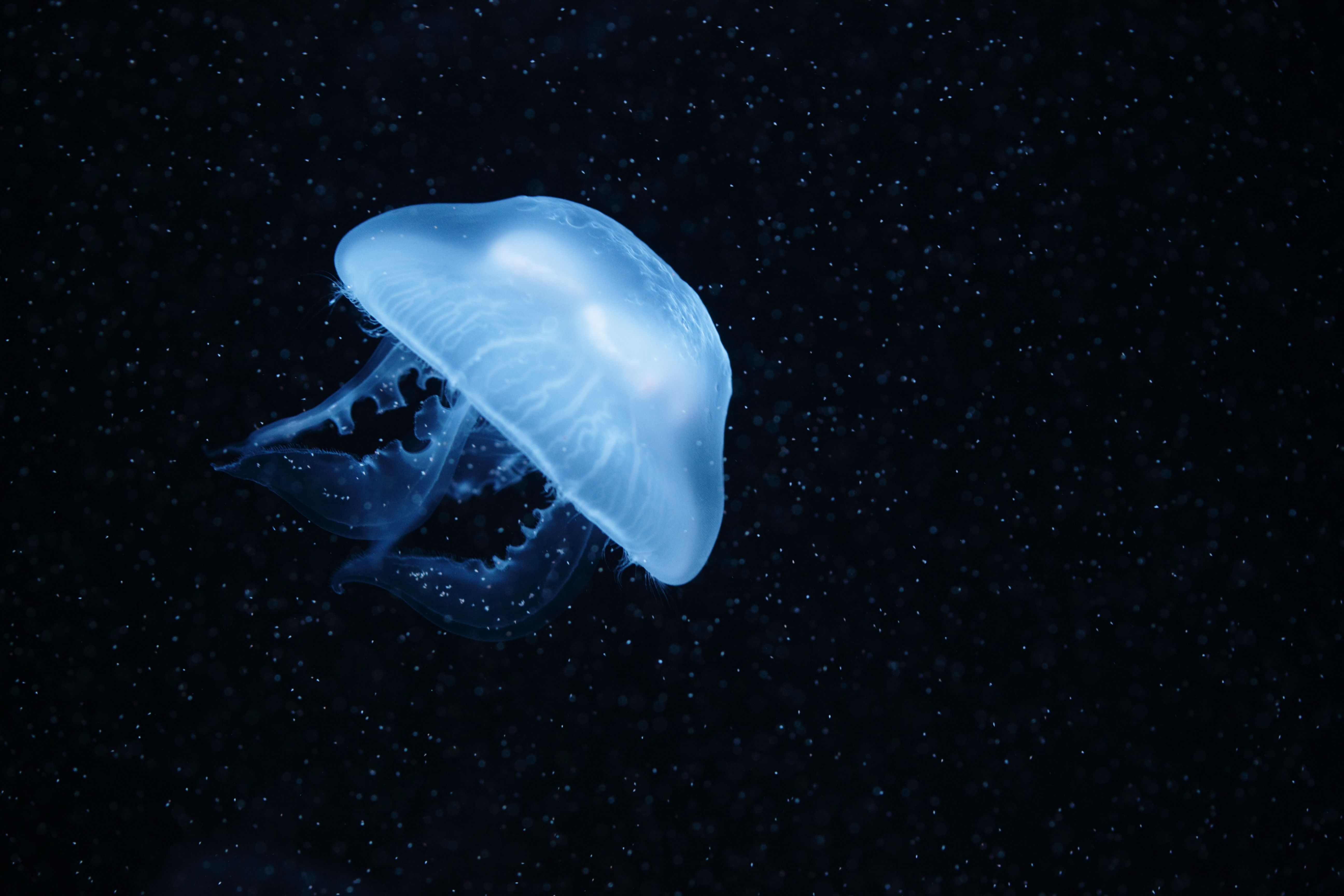
Aurelia labiata, une Semaeostomeae
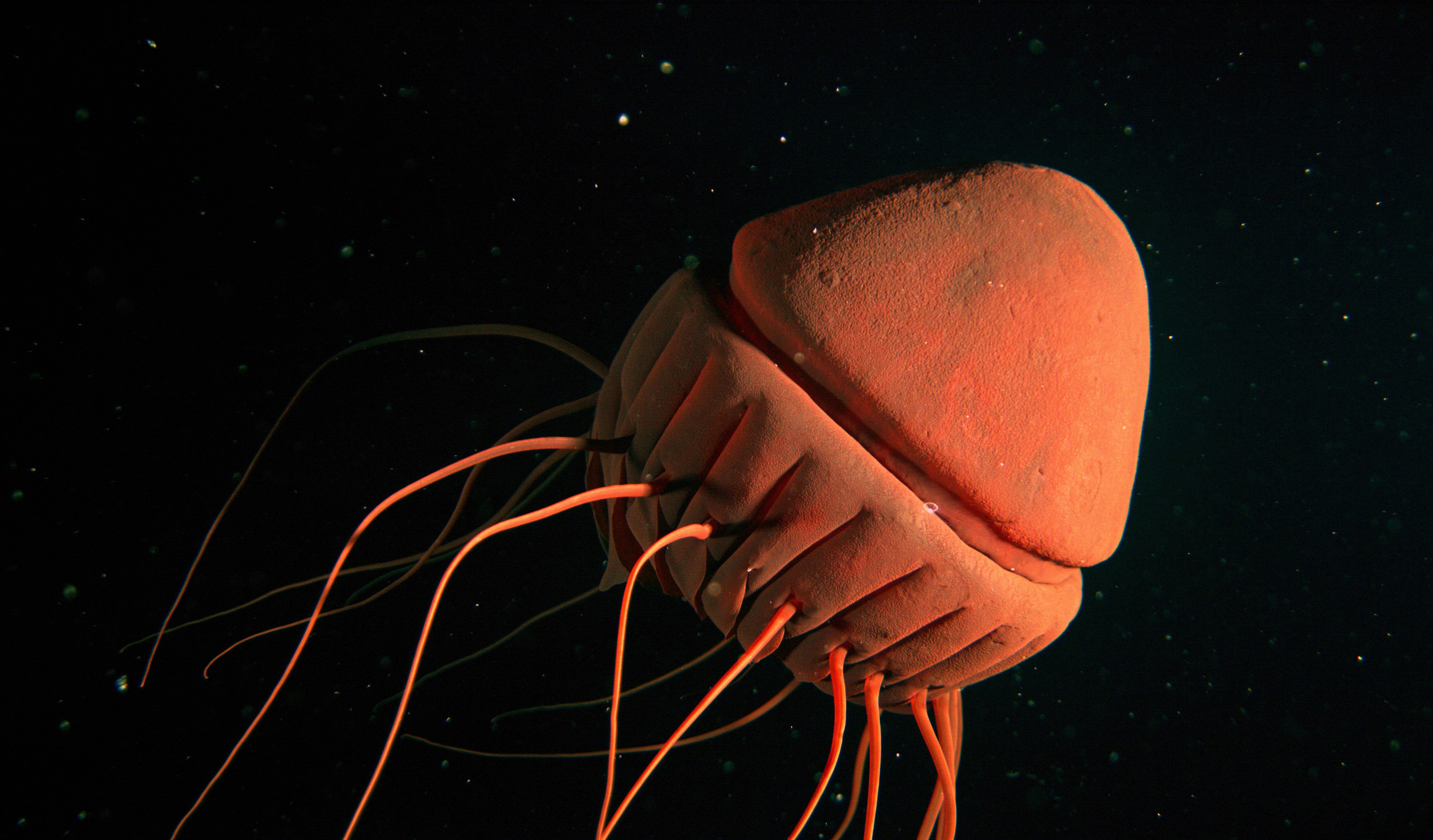
Periphyllopsis braueri, une Coronatae

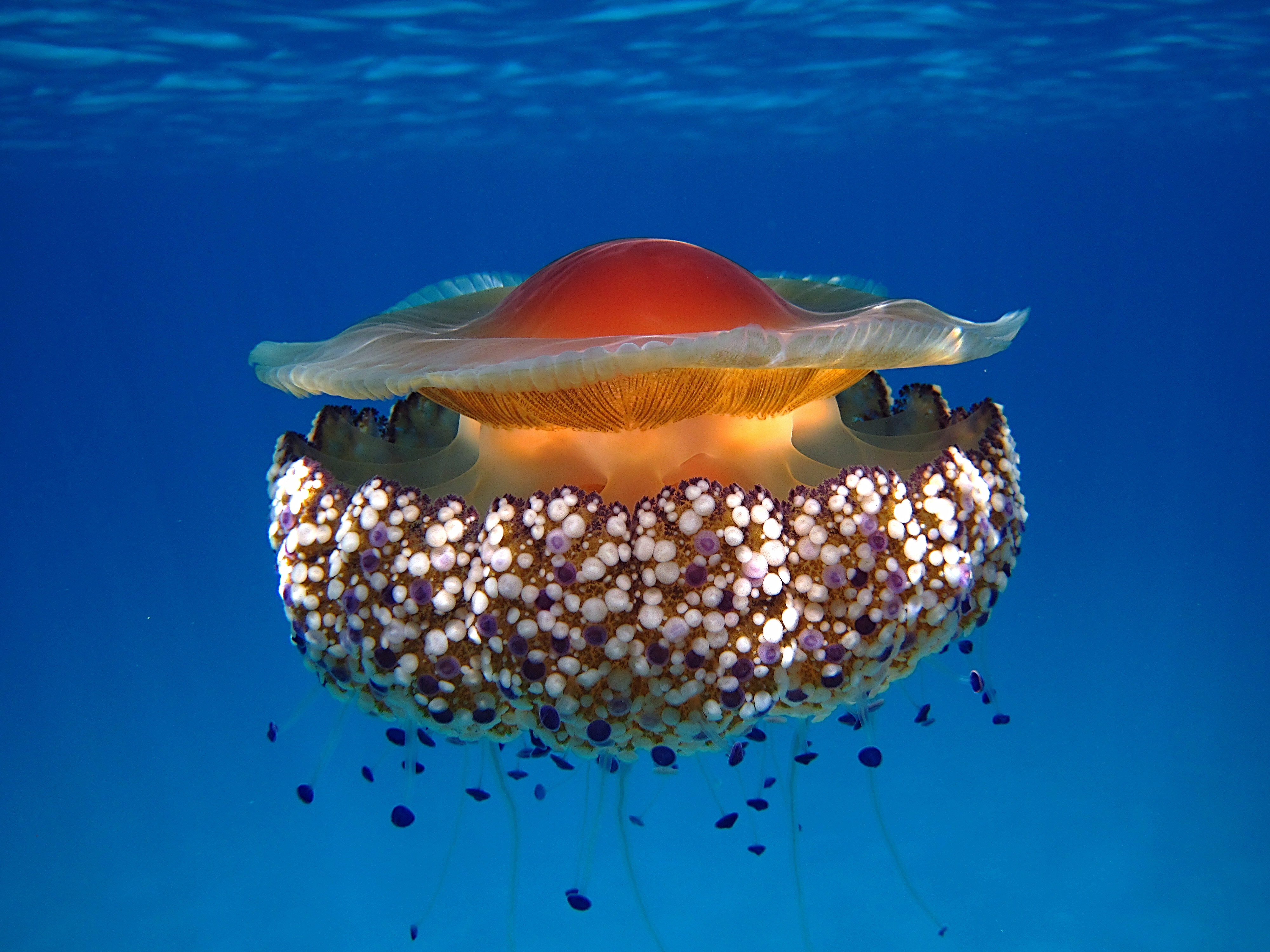
Méduse « œuf au plat » (Cotylorhiza tuberculata)
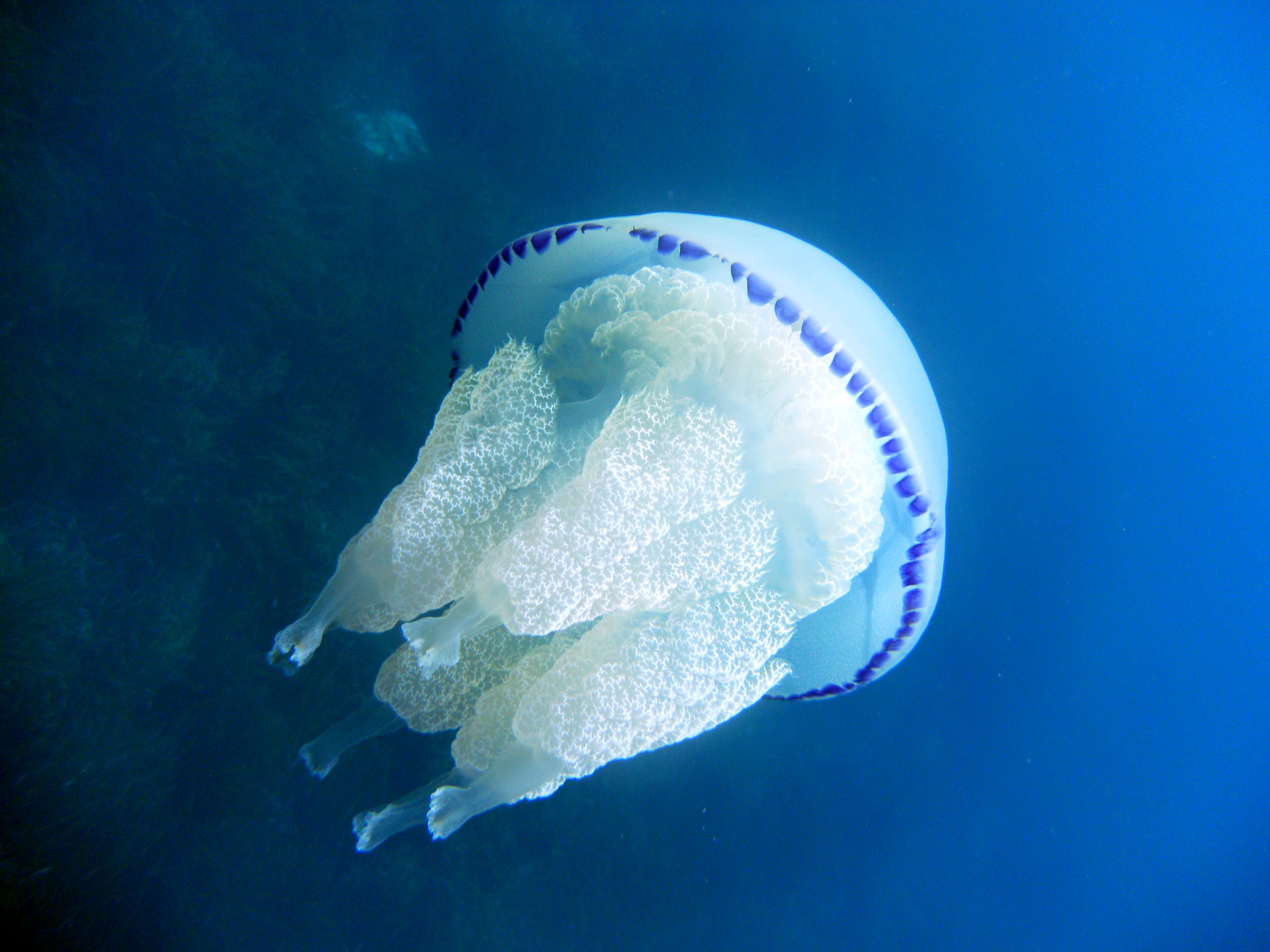
Méduse chou-fleur (Rhizostoma pulmo)
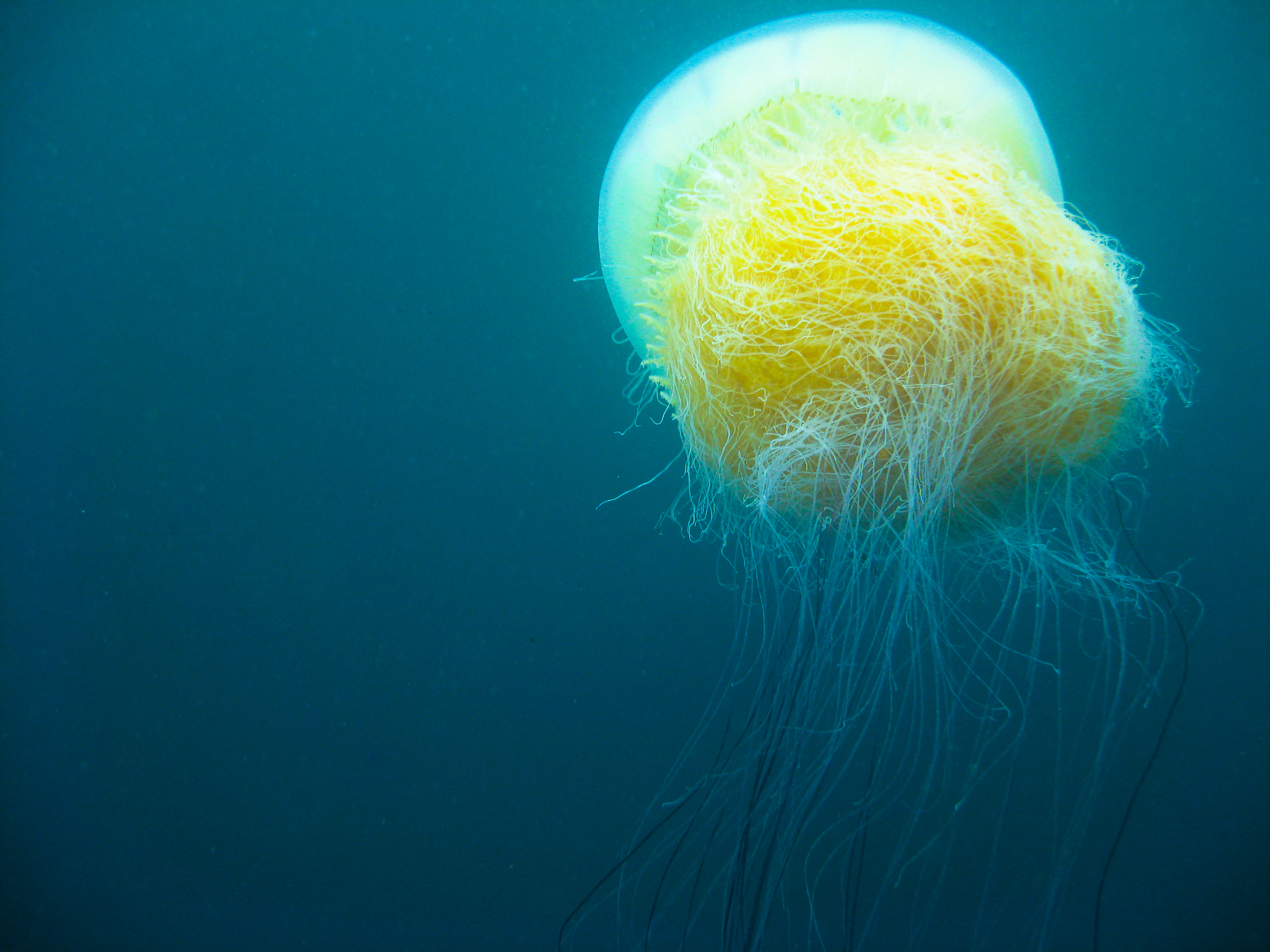
Méduse géante Nemopilema nomurai
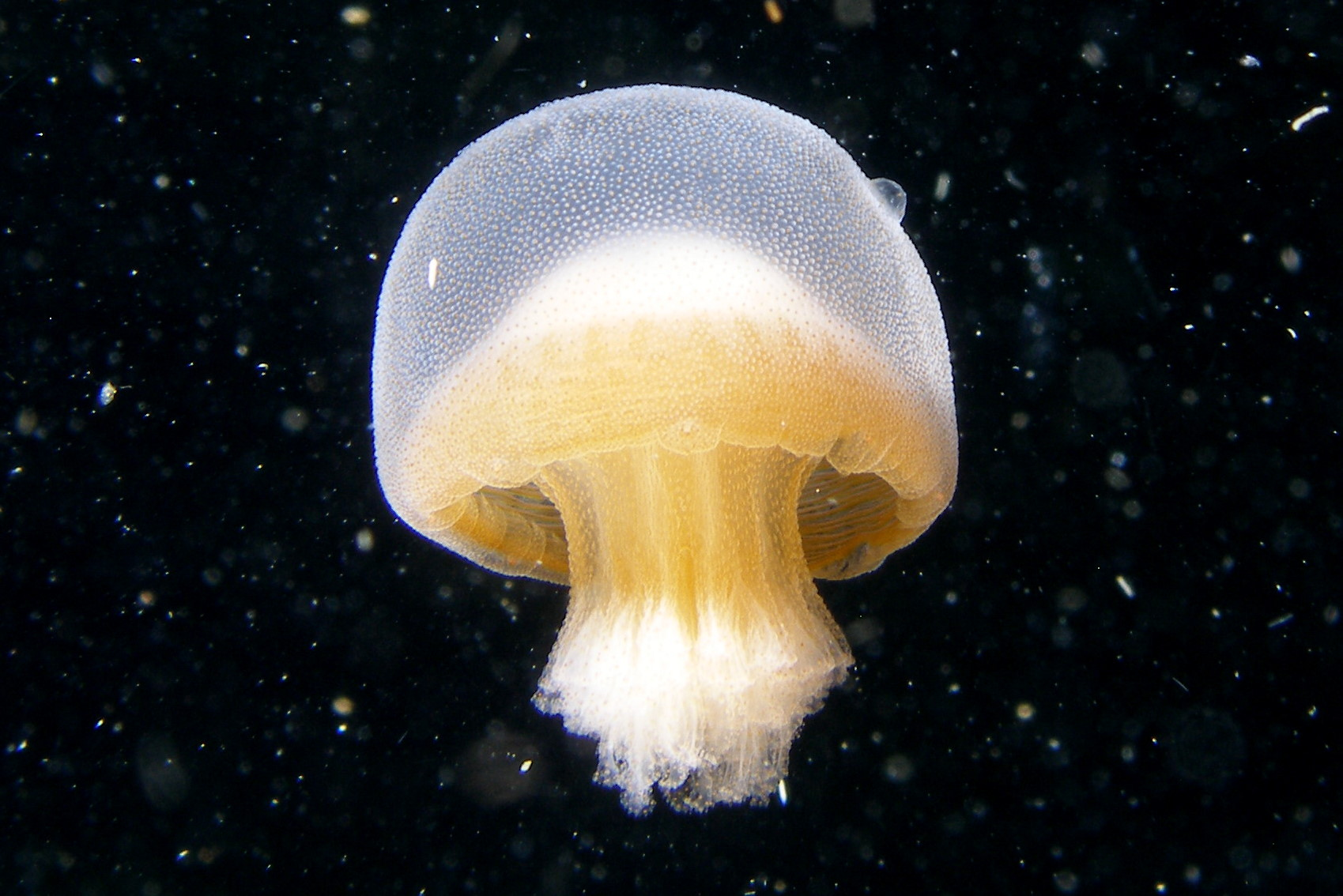
Bazinga rieki
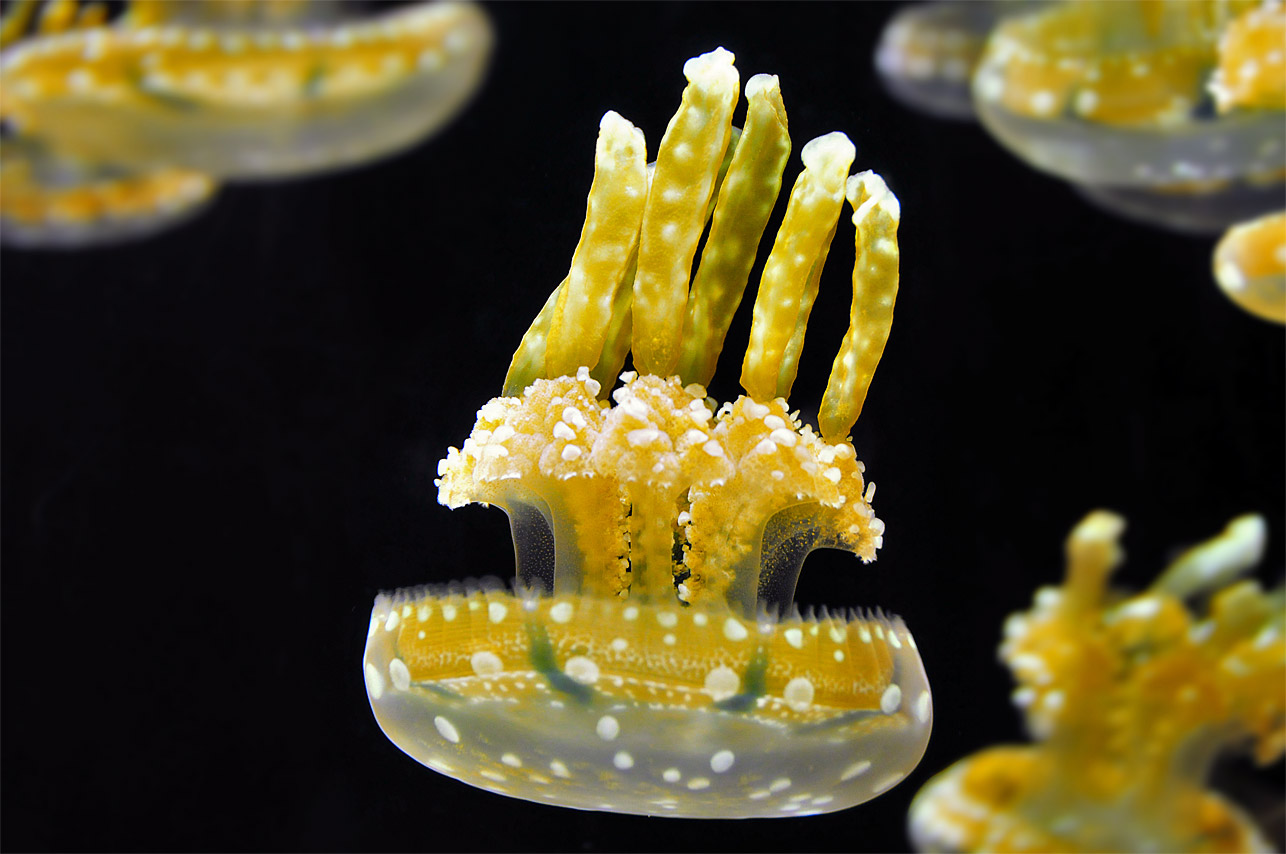
Mastigias papua